# Álvaro García del Otero
Álvaro García del Otero (né le 25 septembre 1972 à Barcelone) est un journaliste, annonceur et présentateur de télévision chilien d'origine espagnole.

## Filmographie
| Année                   | Titre                     | Rôle                                                                            | Chaîne         |
| ----------------------- | ------------------------- | ------------------------------------------------------------------------------- | -------------- |
| 2000-2003, 2007-présent | Buenos días a todos       | Reporter (2000-2003, 2007-2008) Panéliste (2007-2011) Annonceur, (2011-présent) | TVN            |
| 2004-2006               | Pollo en Conserva         | Panéliste                                                                       | Red Televisión |
| 2005                    | Gran Hermano del Pacífico | Présentateur                                                                    | Red Televisión |